# Державний кордон Східного Тимору

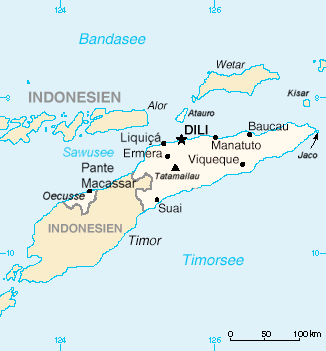
Карта Східного Тимору

Державний кордон Східного Тимору — державний кордон, лінія на поверхні Землі та вертикальна поверхня, що проходить по цій лінії, що визначають межі державного суверенітету Східного Тимору над власними територією, водами, природними ресурсами в них і повітряним простором над ними.

## Сухопутний кордон
Загальна довжина кордону — 253 км. Східний Тимор межує лише з однією державою. Територія Східного Тимору складається з двох частин: основної та невеликого ексклаву Окусі на цьому ж острові, що є напіванклавом Індонезії. 
Ділянки державного кордону
| Держава   | Ділянка | Довжина (км) | Прикордонні регіони | Примітки |
| --------- | ------- | ------------ | ------------------- | -------- |
| Індонезія | захід   | 253          |                     |          |

## Морські кордони
Східний Тимор на півночі омивається водами моря Саву і протоки Ветар, що відділяє країну від однойменного острова Індонезії; на півдні — Тиморського моря. Загальна довжина морського узбережжя 706 км. Згідно з Конвенцією Організації Об'єднаних Націй з морського права (UNCLOS) 1982 року, протяжність територіальних вод країни встановлено в 12 морських миль (22,2 км). Прилегла зона, що примикає до територіальних вод, в якій держава може здійснювати контроль, необхідний для запобігання порушень митних, фіскальних, імміграційних або санітарних законів, простягається на 24 морські милі (44,4 км) від узбережжя (стаття 33). Виключна рибальська зона встановлена на відстань 200 морських миль (370,4 км) від узбережжя.